# Liste der Tomatensorten/F
Erläuterungen und Quellen: Siehe Hauptartikel!
| Tomatensorte                                              | Bild | Beschreibung | Quellen                   |
| --------------------------------------------------------- | ---- | --- | ------------------------- |
| F 0559                                                    |      | | j                         |
| F 101                                                     |      | | g, h                      |
| F 16                                                      |      | | j                         |
| F. H. Crow                                                |      | | d                         |
| F/6                                                       |      | | j                         |
| Fa                                                        |      | | d                         |
| Fa 144                                                    |      | | j                         |
| Fa 1453                                                   |      | | j                         |
| Fa 179                                                    |      | | j                         |
| Fa 180                                                    |      | | j                         |
| Fa 190 (oder: Elif)                                       |      | | j                         |
| Fa 191 (oder: Gökçe)                                      |      | | j                         |
| Fa 192 (oder: Duygu)                                      |      | | j                         |
| Fa 198                                                    |      | | j                         |
| Fa 572                                                    |      | | j                         |
| Fa 574                                                    |      | | j                         |
| Fa 593                                                    |      | | j                         |
| Fa 593 Dominique                                          |      | | j                         |
| Fa 68 (oder: Asli)                                        |      | | j                         |
| Fa 832                                                    |      | | j                         |
| Fa 870                                                    |      | | j                         |
| Fa 981 (oder: Hercul)                                     |      | | j                         |
| Faber                                                     |      | Züchter: Isi Sementi Spa | j                         |
| Faberzhe                                                  |      | Züchter: Gavrish Sergej Fedorovich, Morev Viktor Vasilievich, Amcheslavskaya Elena Valentinovna, Volok Olga Anatolievna, Nesterovich Arkadij Nikolaevich | j                         |
| Fabia                                                     |      | Züchter: S & G Seeds Bv (Nl) | j                         |
| Fabian                                                    |      | | j                         |
| Fabienne                                                  |      | Züchter: Hazera Genetics | j, o                      |
| Fabio                                                     |      | Züchter: Gladkov Dmitrij Sergeevich, Semenova Anna Nikolaevna | j                         |
| Fabiola                                                   |      | Züchter: Gsn Semences (Fr) | j                         |
| Fablonelystnyj (oder: Fablonelystynj)                     |      | | c, d, m                   |
| Faboulos                                                  |      | Züchter: Syngenta Participations Ag | j                         |
| Fabrio                                                    |      | Züchter: Produkcja I Hodowla Roslin Ogrodniczych Krzeszowice Sp. Z O.O. | j                         |
| Fabrizio                                                  |      | Züchter: Cirio Ricerche S.C.P.A. | j                         |
| Fabulos                                                   |      | | j                         |
| Facility                                                  |      | Züchter: Syngenta Seeds B.V. | j                         |
| Factor                                                    |      | Züchter: Cora Seeds S.R.L. | j                         |
| Facundo                                                   |      | | j                         |
| Fader                                                     |      | | j                         |
| Fadette                                                   |      | Züchter: Ferry Morse Seed Co.(Usa) (Us) | j                         |
| Fado                                                      |      | Züchter: Enza Zaden B.V. | j, o                      |
| Fahrenheit Blues                                          |      | | c, d, f                   |
| Faidra                                                    |      | Züchter: Hazera Genetics Ltd | j                         |
| Faino                                                     |      | | j                         |
| Fairlady                                                  |      | | j                         |
| Fairouz                                                   |      | Züchter: Syngenta Seeds B.V. | j                         |
| Faisal                                                    |      | | j                         |
| Faith                                                     |      | | j                         |
| Fakel                                                     |      | | c, d, g, h, j, o          |
| Fakir                                                     |      | Züchter: Ilienko Tamara Stepanovna, Kondratieva Irina Yurievna, Konovalenko Olga Vladimirovna | j                         |
| Fakt                                                      |      | Züchter: Gavrish Sergej Fedorovich, Morev Viktor Vasilievich, Amcheslavskaya Elena Valentinovna, Volok Olga Anatolievna | j                         |
| Falcato                                                   |      | | j                         |
| Falcon                                                    |      | Züchter: Glasshouse Crops Research | c, j, o                   |
| Falcon W 562                                              |      | Züchter: Western Seed Company | j                         |
| Falcorosso                                                |      | | j                         |
| Falez                                                     |      | Züchter: Semillas Fito, S.A. | j, o                      |
| Fález                                                     |      | | j                         |
| Falk                                                      |      | | j                         |
| Falsiflora                                                |      | | g, h                      |
| Falsiflora 2                                              |      | | g, h                      |
| Faltentomate Braunfäulefreie                              |      | | n                         |
| Fama F1                                                   |      | Züchter: Intersemillas | j, o                      |
| Famanor                                                   |      | Züchter: Vilmorin S.A. | j                         |
| Fame                                                      |      | | j                         |
| Famos Dutch Girl                                          |      | | e                         |
| Famoso                                                    |      | Züchter: Syngenta Seeds B.V. | j                         |
| Fan 3                                                     |      | | d, e                      |
| Fanagoriya                                                |      | Züchter: Gavrish Sergej Fedorovich, Morev Viktor Vasilievich, Amcheslavskaya Elena Valentinovna, Degovtsova Tatiyana Vladimirovna, Volok Olga Anatolievna, Gladkov Dmitrij Sergeevich, Volkov Aleksandr Aleksandrovich, Semenova Anna Nikolaevna, Redichkina Tatiyana Aleksandrovna | j                         |
| Fanal                                                     |      | Züchter: Tezier Sa (Fr) | f, g, h, j                |
| Fanal Vf                                                  |      | Züchter: Tezier Sa (Fr) | j                         |
| Fanat                                                     |      | Züchter: Gavrish Sergej Fedorovich, Morev Viktor Vasilievich, Amcheslavskaya Elena Valentinovna, Degovtsova Tatiyana Vladimirovna, Volok Olga Anatolievna | j, o                      |
| Fancy Peel (oder: Fancypeel)                              |      | | j, o                      |
| Fancyset                                                  |      | Züchter: Esasem Spa | j                         |
| Fandango                                                  |      | Züchter: Clause Semences (Fr) | b, c, d, e, g, h, j, o    |
| Fandango F1                                               |      | | f, j                      |
| Fanfare                                                   |      | | j                         |
| Fangio                                                    |      | Züchter: Syngenta Seeds B.V. | j                         |
| Fangora                                                   |      | Züchter: Zayin Technology, S.L. | j, o                      |
| Fanny                                                     |      | Züchter: Royal Sluis | j, o                      |
| Fanoe                                                     |      | | j                         |
| Fanta                                                     |      | | j                         |
| Fantasia                                                  |      | Züchter: Tezier Sa (Fr) | j                         |
| Fantasia Vf                                               |      | Züchter: Tezier Sa (Fr) | j                         |
| Fantasio                                                  |      | Züchter: Clause - Tezier (Fr) | a, c, g, h, j             |
| Fantastic                                                 |      | Züchter: Domaine Public (Fr) | d, j                      |
| Fantastina                                                |      | Züchter: Bontems Silvian | j                         |
| Fantasy                                                   |      | | j                         |
| Fantazer                                                  |      | Züchter: Andreeva Evgeniya Nikolaevna, Nazina Sofiya Luisovna, Ushakova Mariya Ivanovna, Andreeva Anzhelika Nikolaevna | j                         |
| Fantaziya                                                 |      | Züchter: Motov Viktor Mihajlovich, Ostanina Olga Borisovna | j                         |
| Fanter                                                    |      | | j                         |
| Fantom                                                    |      | Züchter: Superior D.O.O | c, j, o                   |
| Fantomas                                                  |      | Züchter: Gavrish Sergej Fedorovich, Morev Viktor Vasilievich, Amcheslavskaya Elena Valentinovna, Degovtsova Tatiyana Vladimirovna, Volok Olga Anatolievna | j                         |
| Fantome Du Laos                                           |      | | d                         |
| Faodra                                                    |      | Züchter: Hazera Genetics, Izrael | j                         |
| Fapefashion                                               |      | Züchter: Multi Tohum San. Tic. A.S. | j                         |
| Fapelaura                                                 |      | Züchter: Multi Tohum San. Tic. A.S. | j                         |
| Fapevictoria                                              |      | Züchter: Multi Tohum San. Tic. A.S. | j                         |
| Far                                                       |      | Züchter: Tezier Sa (Fr) | j                         |
| Faraday                                                   |      | Züchter: Isi Sementi Spa | j                         |
| Farah                                                     |      | Züchter: Agrinature Innova, Sl | j, o                      |
| Farakoba                                                  |      | Züchter: Services De Hte Volta (Fr)/I.R.A.T. (Fr) | j                         |
| Farao                                                     |      | | j                         |
| Faraon                                                    |      | Züchter: Gavrish Sergej Fedorovich, Morev Viktor Vasilievich, Amcheslavskaya Elena Valentinovna, Volok Olga Anatolievna | j, o                      |
| Faraoro                                                   |      | Züchter: Farao Di Renato Faraone Mennella | j                         |
| Fargo                                                     |      | | c, d, e, g, h             |
| Fahrenheit Blues                                          |      | | d                         |
| Faribo Golden Heart (oder: Faribo Goldheart)              |      | | c, d                      |
| Farida                                                    |      | | j                         |
| Farina                                                    |      | Züchter: Seminis Veget.Seeds Inc | j                         |
| Farnsworth                                                |      | | d                         |
| Farodiana                                                 |      | Züchter: Multi Tohum San. Tic. A.S. | j                         |
| Faroguapa                                                 |      | Züchter: Multi Tohum San. Tic. A.S. | j                         |
| Faromartina                                               |      | Züchter: Multi Tohum San. Tic. A.S. | j                         |
| Faronijar                                                 |      | Züchter: Multi Tohum San. Tic. A.S. | j                         |
| Farschirovotschnji                                        |      | | c                         |
| Farthest North                                            |      | | d                         |
| Fartovyj                                                  |      | Züchter: Botyaeva Galina Viktorovna, Dederko Vladimir Nikolaevich, Postnikova Olga Valentinovna | j                         |
| Faruk                                                     |      | Züchter: Gavrish Sergej Fedorovich, Morev Viktor Vasilievich, Amcheslavskaya Elena Valentinovna, Degovtsova Tatiyana Vladimirovna, Volok Olga Anatolievna | j                         |
| Faryn                                                     |      | | j                         |
| Fast                                                      |      | Züchter: Petoseed Co Inc (Us) | j, o                      |
| Fast Grow                                                 |      | | g, h                      |
| Fastel                                                    |      | Züchter: Petoseed Co Inc (Us) | j                         |
| Fastred                                                   |      | Züchter: Intersemillas | j, o                      |
| Fasty                                                     |      | Züchter: Petoseed Co Inc (Us) | j                         |
| Fat Cherry                                                |      | | c, d, f                   |
| Fatalist                                                  |      | Züchter: Gavrish Sergej Fedorovich, Morev Viktor Vasilievich, Amcheslavskaya Elena Valentinovna, Degovtsova Tatiyana Vladimirovna, Volok Olga Anatolievna | j                         |
| Fatam                                                     |      | Züchter: Geneplanta | j                         |
| Fatih                                                     |      | | j                         |
| Fatima                                                    |      | | j                         |
| Faustina                                                  |      | | j                         |
| Faustine                                                  |      | Züchter: Novartis Seeds Bv (Nl) | j, o                      |
| Faustinia                                                 |      | | j                         |
| Faustinias                                                |      | | j                         |
| Fausto                                                    |      | | j                         |
| Faustyno                                                  |      | Züchter: Gautier Semences Sas (Fr) | j                         |
| Fauvette                                                  |      | Züchter: Tezier Sa (Fr) | j                         |
| Fauvette Vf                                               |      | Züchter: Tezier Sa (Fr) | j                         |
| Faux Arkadia                                              |      | | c, d                      |
| Faux Lottringa                                            |      | | c, d                      |
| Favanövö                                                  |      | | g, h                      |
| Faviana                                                   |      | Züchter: Seminis Veget.Seeds Inc | j, o                      |
| Favilla                                                   |      | Züchter: Isi Sementi Spa | j                         |
| Favori                                                    |      | | j                         |
| Favorit 6                                                 |      | Züchter: Ignatova Svetlana Ilyinichna, Gorshkova Nina Sergeevna, Moskvicheva Vera Timofeevna | j                         |
| Favorit De Bretagne                                       |      | | c                         |
| Favorit Pink                                              |      | | c                         |
| Favorita                                                  |      | | j                         |
| Favorite Vacation                                         |      | | c                         |
| Favorset                                                  |      | | j                         |
| Favoryt F1                                                |      | | j, o                      |
| Faworyt (oder: Favorite)                                  |      | Züchter: Szkola Glowna Gospodarstwa Wiejskiego | c, d, j, o                |
| Fax & Mary                                                |      | | c, e, g, h                |
| Faya Rs                                                   |      | Züchter: Seminis Veget.Seeds Inc | j                         |
| Faycan                                                    |      | | j                         |
| Fazan                                                     |      | Züchter: Nastenko Nataliya Viktorovna, Kachajnik Vladimir Georgievich, Gul'Kin Mihail Nikolaevich | j                         |
| Fdr 108071                                                |      | Züchter: Seminis Vegetable Seeds Inc. | j, o                      |
| Fdr 109008                                                |      | Züchter: Seminis Vegetable Seeds Inc. | j                         |
| Fdr 10933 Hp 933                                          |      | Züchter: German Anastasio | j                         |
| Fdr 14 2056                                               |      | Züchter: Seminis Vegetable Seeds, Inc. | j, o                      |
| Fdr 15 2031                                               |      | Züchter: Heath Doug | j                         |
| Fdr 15 2078                                               |      | Züchter: Seminis Vegetable Seeds Inc. | j, o                      |
| Fdr 15 2079                                               |      | | j, o                      |
| Fdr 15 2090                                               |      | Züchter: Seminis Vegetable Seeds, Inc. | j, o                      |
| Fdr 16 0187                                               |      | Züchter: Svs Holland B.V. | j                         |
| Fdr 16 0190                                               |      | Züchter: Seminis Vegetable Seeds Inc. | j                         |
| Fdr 16 0197                                               |      | Züchter: Monsanto Vegetable Ip Management B.V. | j, o                      |
| Fdr 16 0202                                               |      | Züchter: Seminis Vegetable Seeds Inc. | j                         |
| Fdr 16 0204                                               |      | Züchter: Seminis Vegetable Seeds Inc. | j                         |
| Fdr 16 145                                                |      | Züchter: Seminis Vegetable Seeds Inc. | j                         |
| Fdr 16 2045                                               |      | Züchter: Seminis Vegetable Seeds | j, o                      |
| Fdr 16 2099                                               |      | Züchter: Seminis Vegetable Seeds Inc. | j                         |
| Fdr 16 2110                                               |      | Züchter: Seminis Vegetable Seeds Inc. | j                         |
| Fdr 16 2113                                               |      | Züchter: Seminis Vegetable Seeds Inc. | j                         |
| Fdr 16 2125                                               |      | Züchter: Seminis Vegetable Seeds Inc. | j                         |
| Fdr 17 2002                                               |      | Züchter: Seminis Vegetable Seeds Inc. | j                         |
| Fdr 177 Beta                                              |      | Züchter: Monsanto Vegetable Ip Management B.V. | j, o                      |
| Fdr 177 Ibus                                              |      | Züchter: Seminis Vegetable Seeds Inc. | j, o                      |
| Fdr 177 Kaw                                               |      | Züchter: Seminis Vegetable Seeds Inc. | j, o                      |
| Fdr 177 Pro                                               |      | Züchter: Seminis Vegetable Seeds Inc. | j, o                      |
| Fdr 179 Hot                                               |      | Züchter: Monsanto Vegetable Ip Management B.V. | j, o                      |
| Fdr 18 2079                                               |      | Züchter: Seminis Vegetable Seeds Inc. | j                         |
| Fdr 191 Com                                               |      | Züchter: Monsanto Holland B.V. | j, o                      |
| Fdr 8565                                                  |      | | j                         |
| Fdr 9 Q 09139                                             |      | Züchter: Seminis Vegetable Seeds, Inc. | j, o                      |
| Fdrcabin                                                  |      | Züchter: Monsanto Vegetable Ip Management B.V. | j, o                      |
| Fdrground                                                 |      | Züchter: Seminis Vegetable Seeds Inc. | j, o                      |
| Fdronary                                                  |      | Züchter: Monsanto Holland B.V. | j, o                      |
| Fds 14 2081                                               |      | Züchter: Seminis Vegetable Seeds, Inc. | j, o                      |
| Fds 15 2058                                               |      | | j, o                      |
| Fds 15 2068                                               |      | Züchter: "Seminis Vegetable Seeds, Inc.; | j                         |
| Fds 15 2073                                               |      | | j, o                      |
| Fds 15 2096                                               |      | | j, o                      |
| Fds 177 Pel                                               |      | Züchter: Seminis Vegetable Seeds Inc. | j, o                      |
| Fe'Mili                                                   |      | Züchter: Kashnova Elena Vasilievna, Andreeva Nadezhda Nikolaevna, Putintseva Olga Mihajlovna | j                         |
| Fe'Nsi                                                    |      | | j                         |
| Febeire                                                   |      | Züchter: Seminis Veget.Seeds Inc | j, o                      |
| Febo                                                      |      | Züchter: Syngenta Seeds B.V. | j                         |
| Federina                                                  |      | Züchter: Syngenta Crop Protection Ag | j, o                      |
| Federle                                                   |      | | c, d, f                   |
| Fedra                                                     |      | Züchter: Piana Salvatore | j                         |
| Fejerverk                                                 |      | Züchter: Andreeva Evgeniya Nikolaevna, Sysina Elena Artemievna, Nazina Sofiya Luisovna, Bogdanov Kirill Borisovich, Ushakova Mariya Ivanovna | j                         |
| Felcsuti Gerezdes                                         |      | | g, h                      |
| Felice                                                    |      | | j, o                      |
| Felichita                                                 |      | Züchter: Mashtakov Aleksej Alekseevich, Mashtakova Anna Harlampievna, Dubinin Sergej Vladimirovich, Mashtakov Nikolaj Alekseevich | j                         |
| Felicia (oder: Félicia)                                   |      | Züchter: Tezier Sa (Fr) | j                         |
| Felicitas                                                 |      | | j                         |
| Felicity                                                  |      | Züchter: Hazera Genetics | j, o                      |
| Felina                                                    |      | Züchter: Clause Semences Sa (Fr) | j                         |
| Felinto                                                   |      | Züchter: Enza Zaden Beheer B.V. | j, o                      |
| Felipe                                                    |      | | j                         |
| Felix                                                     |      | | j                         |
| Fenak                                                     |      | | j                         |
| Fence Row                                                 |      | | d                         |
| Fence Row Cherry                                          |      | | c, e, g, h, n             |
| Fenda                                                     |      | Züchter: Clause (Fr) | j, o                      |
| Fenda Hybride                                             |      | | c                         |
| Feng Shui                                                 |      | | c, d                      |
| Fenike                                                    |      | | j                         |
| Fenix                                                     |      | Züchter: C.R.A - Centro Di Ricerca Per Le Colture Industriali | j, o                      |
| Fenomena                                                  |      | Züchter: Vilmorin Sa (Fr) | j                         |
| Feodora                                                   |      | Züchter: Hartmut Klein, Glebova Svetlana Leonidovna | j                         |
| Ferdelance                                                |      | | j                         |
| Fergie                                                    |      | Züchter: Novartis Seeds Bv (Nl) | j                         |
| Ferguson                                                  |      | | g, h                      |
| Feria                                                     |      | Züchter: Clause Semences Sa (Fr) | j                         |
| Ferline                                                   |      | Züchter: Institut National De La Recherche Agronomique (Fr) | j                         |
| Ferline F1                                                |      | | c                         |
| Ferma                                                     |      | | j                         |
| Ferman                                                    |      | | j                         |
| Fermer                                                    |      | Züchter: Avdeev Yurij Ivanovich, Kigashpaeva Olga Petrovna, Ivanova Lyudmila Mihajlovna, Avdeev Andrej Yurievich | j                         |
| Fermin                                                    |      | | j                         |
| Fern's Red                                                |      | | c, d                      |
| Fernanda                                                  |      | | j                         |
| Fernanda 1651                                             |      | | j                         |
| Fernandez Milan Perales                                   |      | | n                         |
| Fernova                                                   |      | Züchter: Institut National De La Recherche Agronomique (Fr) | j                         |
| Feronia (oder: Feronya)                                   |      | Züchter: Nirit Seeds Ltd | j                         |
| Ferrari                                                   |      | | j                         |
| Ferrarino                                                 |      | | j                         |
| Ferrary                                                   |      | | j                         |
| Ferraz Ipa 8                                              |      | Züchter: Edinardo Ferraz | j                         |
| Ferris Wheel                                              |      | | c, d, e, g, h             |
| Fertilis                                                  |      | | g, h                      |
| Ferum                                                     |      | Züchter: Institut National De La Recherche Agronomique (Fr) | j                         |
| Festas                                                    |      | Züchter: S.A.I.S. Societá Agricola Italiana Sementi | j                         |
| Festina                                                   |      | | j                         |
| Festival                                                  |      | Züchter: Clause Semences Sa (Fr) | j                         |
| Feston                                                    |      | | j                         |
| Feuerball (oder: Palla Di Fuoco)                          |      | | g, h, n                   |
| Feuergold (oder: Fuoco D'Oro. Fucco D'Oro)                |      | | c, m, n                   |
| Feuerwerk (oder: Fireworks)                               |      | Züchter: Domaine Public (Fr) | b, c, d, e, f, g, h, j, n |
| Feya                                                      |      | Züchter: Patsuriya Dzheneri Vladimirovich, Andreeva Evgeniya Nikolaevna, Nazina Sofiya Luisovna, Ushakova Mariya Ivanovna, Andreev Yurij Mihajlovich, Andreeva Anzhelika Nikolaevna                                                                                                 | j                         |
| Feyzan                                                    |      | | j                         |
| Fiamma                                                    |      | | j                         |
| Fiaschello Battipagliese                                  |      | | Fiaschello, j             |
| Fiaschetto                                                |      | | c, d, j                   |
| Fiaschetto Di Manduria                                    |      | | d                         |
| Ficarazzi                                                 |      | | d, e, f, g, h             |
| Ficaris                                                   |      | | c                         |
| Ficarrazzi                                                |      | | c                         |
| Fidaty                                                    |      | | j                         |
| Fidel                                                     |      | Züchter: Western Seed España, S.A. | j, o                      |
| Fidelio                                                   |      | Züchter: Dederko Vladimir Nikolaevich, Postnikova Olga Valentinovna | c, d, e, f, j             |
| Fidelity                                                  |      | Züchter: Esasem | j                         |
| Fidenzio                                                  |      | Züchter: Nieli Tommaso | j                         |
| Fidia                                                     |      | Züchter: Enza Zaden Beheer B.V. | j, o                      |
| Fidji                                                     |      | Züchter: Novartis Seeds Bv (Nl) | j                         |
| Fiesta                                                    |      | Züchter: Fotev Yurij Valentinovich | j, o                      |
| Fifti 50                                                  |      | Züchter: Alekseev Yurij Borisovich | j                         |
| Fifti-Fifti                                               |      | Züchter: Alekseev Yurij Borisovich | j                         |
| Figaro                                                    |      | Züchter: Gavrish Sergej Fedorovich, Morev Viktor Vasilievich, Amcheslavskaya Elena Valentinovna | c, j, m, o                |
| Figiel                                                    |      | Züchter: Szkola Glowna Gospodarstwa Wiejskiego | c, j                      |
| Fignon                                                    |      | | j                         |
| Figor                                                     |      | Züchter: Vilmorin S.A. | j                         |
| Figue                                                     |      | | c, d                      |
| Figura                                                    |      | | j                         |
| Fil                                                       |      | | j                         |
| Filaret                                                   |      | Züchter: Gavrish Sergej Fedorovich, Morev Viktor Vasilievich, Amcheslavskaya Elena Valentinovna, Volok Olga Anatolievna, Nesterovich Arkadij Nikolaevich | j                         |
| Filaris                                                   |      | | g, h                      |
| Filiforme 2                                               |      | | g, h                      |
| Filinta                                                   |      | | j                         |
| Filipino 2                                                |      | | c, d                      |
| Filipp                                                    |      | Züchter: Gavrish Sergej Fedorovich, Kapustina Raisa Nikolaevna, Gladkov Dmitrij Sergeevich, Volkov Aleksandr Aleksandrovich, Semenova Anna Nikolaevna, Artemieva Galina Mihajlovna, Filimonova Yuliya Alekseevna, Redichkina Tatiyana Aleksandrovna                                 | j                         |
| Filippok                                                  |      | Züchter: Domanskaya Majya Konstantinovna, Gubko Valentina Nikolaevna, Orlova Elena Arnoldovna, Salmina Irina Semenovna, Chernovolova Olga Alekseevna, Dmitrienko Alvina Eduardovna                                                                                                  | j                         |
| Filira                                                    |      | Züchter: Golden West Seed Co. Inc. | j                         |
| Fillice                                                   |      | Züchter: S.A.I.S. Societá Agricola Italiana Sementi | j                         |
| Filon                                                     |      | | j                         |
| Filos (oder: Es 3109)                                     |      | | j                         |
| Filya                                                     |      | Züchter: Andreeva Evgeniya Nikolaevna, Sysina Elena Artemievna, Nazina Sofiya Luisovna, Bogdanov Kirill Borisovich, Ushakova Mariya Ivanovna | j                         |
| Fimande                                                   |      | Züchter: Semillas Fito, S.A. | j, o                      |
| Final                                                     |      | Züchter: Zhivko Danailov - "Florian" Ood - Ruse (Bg) | j                         |
| Final Zhdig                                               |      | Züchter: Zhivko Danailov | j                         |
| Finca Somia                                               |      | | c, e                      |
| Findhorner Birne                                          |      | | n                         |
| Findon Cross                                              |      | | j, o                      |
| Finesse                                                   |      | Züchter: Syngenta Participations Ag | j                         |
| Finez                                                     |      | | j                         |
| Finike                                                    |      | | c, d                      |
| Finish                                                    |      | Züchter: Chulkov Nikolaj Ivanovich, Popova Liya Nikolaevna, Arinina Lidiya Petrovna | e, j                      |
| Finndan                                                   |      | | j                         |
| Fino                                                      |      | | j                         |
| Fiolet Ciemny (oder: Kozula #128)                         |      | | e                         |
| Fioletovji Krugli                                         |      | | c, d                      |
| Fioline                                                   |      | | j                         |
| Fiona                                                     |      | Züchter: Hazera Genetics | j, o                      |
| Fiorella                                                  |      | | j                         |
| Fiorentino                                                |      | | j                         |
| Fioretto                                                  |      | | j                         |
| Fiorin                                                    |      | Züchter: Enza Zaden B.V. | j                         |
| Fiorin 1                                                  |      | | j                         |
| Fip 9 S 11250                                             |      | Züchter: Monsanto Vegetable Ip Management B.V. | j, o                      |
| Fip 9 S 11478                                             |      | Züchter: Monsanto Vegetable Ip Management B.V. | j, o                      |
| Fir 107914                                                |      | Züchter: German Anastasio | j                         |
| Fir 1080                                                  |      | Züchter: German Anastasio | j                         |
| Fir 108010                                                |      | Züchter: German Anastasio | j                         |
| Fir 108028                                                |      | Züchter: Seminis Vegetable Seeds Inc. | j                         |
| Fir 108035                                                |      | Züchter: Seminis Vegetable Seeds Inc. | j                         |
| Fir 108048                                                |      | Züchter: Seminis Vegetable Seeds Inc. | j                         |
| Fir 108050                                                |      | Züchter: Seminis Vegetable Seeds Inc. | j                         |
| Fir 108077                                                |      | Züchter: Seminis Vegetable Seeds Inc. | j                         |
| Fir 108086                                                |      | Züchter: Seminis Vegetable Seeds Inc. | j                         |
| Fir 108100                                                |      | Züchter: Monsanto Holland B.V. | j, o                      |
| Fir 109001                                                |      | Züchter: Seminis Vegetable Seeds Inc. | j                         |
| Fir 109010                                                |      | Züchter: Seminis Vegetable Seeds Inc. | j                         |
| Fir 122332                                                |      | Züchter: Svs Holland B.V. | j                         |
| Fir 122386                                                |      | Züchter: Svs Holland B.V. | j                         |
| Fir 122387                                                |      | Züchter: Svs Holland B.V. | j                         |
| Fir 122395                                                |      | Züchter: Seminis Vegetable Seeds Inc. | j                         |
| Fir 122409                                                |      | Züchter: Svs Holland B.V. | j                         |
| Fir 122411                                                |      | Züchter: Svs Holland B.V. | j                         |
| Fir 1283009                                               |      | Züchter: Monsanto Vegetable Ip Management B.V. | j, o                      |
| Fir 1283022                                               |      | Züchter: Monsanto Vegetable Ip Management B.V. | j, o                      |
| Fir 1502003                                               |      | Züchter: Seminis Vegetable Seeds Inc. | j                         |
| Fir 1502005                                               |      | Züchter: Seminis Vegetable Seeds Inc. | j                         |
| Fir 1502013                                               |      | Züchter: Seminis Vegetable Seeds Inc. | j                         |
| Fir 1502022                                               |      | Züchter: Seminis Vegetable Seeds Inc. | j, o                      |
| Fir 1502024                                               |      | Züchter: Seminis Vegetable Seeds Inc. | j                         |
| Fir 1502025                                               |      | Züchter: Seminis Vegetable Seeds Inc. | j                         |
| Fir 1502027                                               |      | Züchter: Seminis Vegetable Seeds Inc. | j                         |
| Fir 1502028                                               |      | Züchter: Seminis Vegetable Seeds Inc. | j                         |
| Fir 1502031                                               |      | Züchter: Seminis Vegetable Seeds Inc. | j                         |
| Fir 1502036                                               |      | Züchter: Seminis Vegetable Seeds Inc. | j                         |
| Fir 1502044                                               |      | Züchter: Seminis Vegetable Seeds Inc. | j                         |
| Fir 1503002                                               |      | Züchter: Seminis Vegetable Seeds Inc. | j                         |
| Fir 1509001                                               |      | Züchter: Seminis Vegetable Seeds Inc. | j                         |
| Fir 152010                                                |      | Züchter: Seminis Vegetable Seeds Inc. | j                         |
| Fir 152115                                                |      | | j, o                      |
| Fir 152116                                                |      | Züchter: Seminis Vegetable Seeds Inc. | j, o                      |
| Fir 161037                                                |      | Züchter: Seminis Vegetable Seeds Inc. | j                         |
| Fir 161045                                                |      | Züchter: Svs Holland B.V. | j                         |
| Fir 161058                                                |      | Züchter: Svs Holland B.V. | j                         |
| Fir 161069                                                |      | Züchter: Svs Holland B.V. | j                         |
| Fir 161074                                                |      | | j                         |
| Fir 161075                                                |      | Züchter: Seminis Vegetable Seeds Inc. | j                         |
| Fir 161076                                                |      | Züchter: Seminis Vegetable Seeds Inc. | j                         |
| Fir 161078                                                |      | Züchter: Seminis Vegetable Seeds Inc. | j                         |
| Fir 161090                                                |      | Züchter: Seminis Vegetable Seeds Inc. | j                         |
| Fir 161094                                                |      | Züchter: Monsanto Vegetable Ip Management B.V. | j, o                      |
| Fir 161100                                                |      | Züchter: Seminis Vegetable Seeds Inc. | j                         |
| Fir 162049                                                |      | Züchter: Seminis Vegetable Seeds | j                         |
| Fir 162060                                                |      | Züchter: Svs Holland B.V. | j                         |
| Fir 162091                                                |      | Züchter: Seminis Vegetable Seeds Inc. | j                         |
| Fir 162097                                                |      | Züchter: Seminis Vegetable Seeds Inc. | j                         |
| Fir 162120                                                |      | Züchter: Monsanto Vegetable Ip Management B.V. | j, o                      |
| Fir 177 Di                                                |      | Züchter: Seminis Vegetable Seeds Inc. | j, o                      |
| Fir 177 Pola                                              |      | Züchter: Monsanto Vegetable Ip Management B.V. | j, o                      |
| Fir 180 Blow                                              |      | Züchter: Monsanto Vegetable Ip Management B.V. | j, o                      |
| Fir 180 Bunk                                              |      | Züchter: Monsanto Vegetable Ip Management B.V. | j, o                      |
| Fir 180 Diva                                              |      | Züchter: Monsanto Vegetable Ip Management B.V. | j, o                      |
| Fir 180 Feed                                              |      | Züchter: Monsanto Vegetable Ip Management B.V. | j, o                      |
| Fir 180 Indi                                              |      | Züchter: Monsanto Vegetable Ip Management B.V. | j, o                      |
| Fir 180 Mono                                              |      | Züchter: Monsanto Vegetable Ip Management B.V. | j, o                      |
| Fir 180 Moon                                              |      | Züchter: Monsanto Vegetable Ip Management B.V. | j, o                      |
| Fir 180 Pour                                              |      | Züchter: Monsanto Vegetable Ip Management B.V. | j, o                      |
| Fir 180 Res                                               |      | Züchter: Monsanto Vegetable Ip Management B.V. | j, o                      |
| Fir 180 Song                                              |      | Züchter: Monsanto Vegetable Ip Management B.V. | j, o                      |
| Fir 180 Wiki                                              |      | Züchter: Monsanto Vegetable Ip Management B.V. | j, o                      |
| Fir 181007                                                |      | Züchter: Mogno Maria Rita | j                         |
| Fir 182024                                                |      | Züchter: Seminis Vegetable Seeds, Inc. | j, o                      |
| Fir 182039                                                |      | Züchter: Mogno Maria Rita | j                         |
| Fir 182044                                                |      | Züchter: Seminis Vegetable Seeds Inc. | j                         |
| Fir 182051                                                |      | Züchter: Maria Rita Mogno. Seminis Vegetable Seeds Inc. | j, o                      |
| Fir 182068                                                |      | Züchter: Monsanto Vegetable Ip Management B.V. | j, o                      |
| Fir 182074                                                |      | Züchter: Seminis Vegetable Seeds Inc. | j                         |
| Fir 182075                                                |      | Züchter: Seminis Vegetable Seeds Inc. | j                         |
| Fir 182080                                                |      | Züchter: Seminis Vegetable Seeds Inc. | j                         |
| Fir 182082                                                |      | Züchter: Seminis Vegetable Seeds Inc. | j                         |
| Fir 182106                                                |      | Züchter: Seminis Vegetable Seeds Inc. | j                         |
| Fir 191 Lumi                                              |      | Züchter: Monsanto Vegetable Ip Management B.V. | j, o                      |
| Fir 191 Nous                                              |      | Züchter: Monsanto Vegetable Ip Management B.V. | j, o                      |
| Fir 191 Sta                                               |      | Züchter: Monsanto Vegetable Ip Management B.V. | j, o                      |
| Fir 9 W 88309                                             |      | Züchter: Monsanto Holland B.V. | j, o                      |
| Fira                                                      |      | Züchter: Pioneer Hi-Bred International Inc | j, o                      |
| Fira 808014                                               |      | Züchter: Seminis Vegetable Seeds Inc. | j, o                      |
| Firam                                                     |      | Züchter: Semillas Fito, S.A. | j                         |
| Firamo                                                    |      | Züchter: Semillas Fito, S.A. | j, o                      |
| Firamo 407/03                                             |      | | j                         |
| Firat                                                     |      | | j                         |
| Firay 07397                                               |      | Züchter: Monsanto Vegetable Ip Management B.V. | j, o                      |
| Firclave                                                  |      | Züchter: Monsanto Vegetable Ip Management B.V. | j, o                      |
| Firdozen                                                  |      | Züchter: Monsanto Vegetable Ip Management B.V. | j, o                      |
| Fire Cherry                                               |      | | g, h                      |
| Fireball                                                  |      | | c, d, g, h                |
| Fireball 861                                              |      | | g, h                      |
| Firecracker                                               |      | | j                         |
| Firefly                                                   |      | | c, d, j                   |
| Firensa                                                   |      | | j                         |
| Fires                                                     |      | Züchter: Semillas Fito, S.A. | j, o                      |
| Firested                                                  |      | | g, h                      |
| Firesteel                                                 |      | | c, d, g, h                |
| Firestone                                                 |      | | j                         |
| Firfamous                                                 |      | Züchter: Monsanto Vegetable Ip Management B.V. | j, o                      |
| Firfixed                                                  |      | Züchter: Monsanto Vegetable Ip Management B.V. | j, o                      |
| Firk 134132                                               |      | Züchter: Monsanto Vegetable Ip Management B.V. | j, o                      |
| Firlabda                                                  |      | Züchter: Seminis Vegetable Seeds Inc. | j, o                      |
| Firma                                                     |      | | g, h                      |
| Firmino                                                   |      | | j, o                      |
| Firmo                                                     |      | Züchter: Seedcross Inc. | j                         |
| Firmont                                                   |      | | j                         |
| Firmulti                                                  |      | Züchter: Monsanto Vegetable Ip Management B.V. | j, o                      |
| Firmus                                                    |      | Züchter: Syngenta Seeds B.V. | j                         |
| Firpetit (oder: Firpeti)                                  |      | Züchter: Monsanto Vegetable Ip Management B.V. | j, o                      |
| Firponse                                                  |      | Züchter: Monsanto Vegetable Ip Management B.V. | j, o                      |
| Firprice                                                  |      | Züchter: Monsanto Vegetable Ip Management B.V. | j, o                      |
| Firsigma                                                  |      | Züchter: Monsanto Vegetable Ip Management B.V. | j, o                      |
| First                                                     |      | Züchter: Peotec Seeds Srl | j, o                      |
| First Early                                               |      | | g, h                      |
| First In The Field                                        |      | | g, h, j, o                |
| First Lady                                                |      | | d                         |
| First Light                                               |      | | c                         |
| First Love                                                |      | Züchter: Hazera Genetics | j, o                      |
| First Mate                                                |      | | e                         |
| First Pick                                                |      | | c, d                      |
| First Prize F1                                            |      | | c, d                      |
| First Top                                                 |      | Züchter: Okada Shozo, Maeda Satoshi, Toda Kenji | j, o                      |
| Firstate                                                  |      | Züchter: Seminis Vegetable Seeds Inc. | j, o                      |
| Firstory                                                  |      | Züchter: Monsanto Vegetable Ip Management B.V. | j, o                      |
| Firuz                                                     |      | | j                         |
| Firuze (oder: A 1487)                                     |      | | j                         |
| Firx 111177                                               |      | Züchter: Monsanto Vegetable Ip Management B.V. | j, o                      |
| Firx 122145                                               |      | Züchter: Monsanto Vegetable Ip Management B.V. | j, o                      |
| Firx 122149                                               |      | Züchter: Monsanto Vegetable Ip Management B.V. | j, o                      |
| Firx 124126                                               |      | Züchter: Monsanto Vegetable Ip Management B.V. | j, o                      |
| Firx 124127                                               |      | Züchter: Monsanto Vegetable Ip Management B.V. | j, o                      |
| Firx 124131                                               |      | Züchter: Monsanto Vegetable Ip Management B.V. | j, o                      |
| Firx 125056                                               |      | Züchter: Monsanto Vegetable Ip Management B.V. | j, o                      |
| Firx 133010                                               |      | Züchter: Monsanto Vegetable Ip Management B.V. | j, o                      |
| Firx 134143                                               |      | Züchter: Monsanto Vegetable Ip Management B.V. | j, o                      |
| Firx 134146                                               |      | Züchter: Monsanto Vegetable Ip Management B.V. | j, o                      |
| Firx 134147                                               |      | Züchter: Monsanto Vegetable Ip Management B.V. | j, o                      |
| Firx 134148                                               |      | Züchter: Monsanto Vegetable Ip Management B.V. | j, o                      |
| Firx 134152                                               |      | Züchter: Monsanto Vegetable Ip Management B.V. | j, o                      |
| Firx 134153                                               |      | Züchter: Monsanto Vegetable Ip Management B.V. | j, o                      |
| Firx 134180                                               |      | Züchter: Monsanto Vegetable Ip Management B.V. | j, o                      |
| Firx 136223                                               |      | Züchter: Monsanto Vegetable Ip Management B.V. | j, o                      |
| Firx 144190                                               |      | Züchter: Monsanto Vegetable Ip Management B.V. | j, o                      |
| Firx 144203                                               |      | Züchter: Monsanto Vegetable Ip Management B.V. | j, o                      |
| Firx 144204                                               |      | Züchter: Monsanto Vegetable Ip Management B.V. | j, o                      |
| Firx 147235                                               |      | Züchter: Monsanto Vegetable Ip Management B.V. | j, o                      |
| Firxfcops                                                 |      | Züchter: Monsanto Vegetable Ip Management B.V. | j, o                      |
| Firxfculi                                                 |      | Züchter: Monsanto Vegetable Ip Management B.V. | j, o                      |
| Firxj 9006                                                |      | Züchter: Monsanto Vegetable Ip Management B.V. | j, o                      |
| Firxm 4124                                                |      | Züchter: Monsanto Vegetable Ip Management B.V. | j, o                      |
| Firxm 4130                                                |      | Züchter: Monsanto Vegetable Ip Management B.V. | j, o                      |
| Firxm 5005                                                |      | Züchter: Monsanto Vegetable Ip Management B.V. | j, o                      |
| Firzilver                                                 |      | Züchter: Monsanto Vegetable Ip Management B.V. | j, o                      |
| Fis 182088                                                |      | Züchter: Seminis Vegetable Seeds Inc. | j                         |
| Fis 9 U 10050                                             |      | Züchter: Monsanto Vegetable Ip Management B.V. | j, o                      |
| Fish Lake Oxheart                                         |      | | c, d, e, f                |
| Fisscooby                                                 |      | Züchter: Monsanto Vegetable Ip Management B.V. | j, o                      |
| Fistulosiflora                                            |      | | g, h                      |
| Fitset                                                    |      | Züchter: Cuartero-Costa-Nuez | j, o                      |
| Fity                                                      |      | | j                         |
| Five O Five                                               |      | | j                         |
| Fivi                                                      |      | | j                         |
| Fivos                                                     |      | | j                         |
| Fizuma                                                    |      | Züchter: Enza Zaden Beheer B.V. | j, o                      |
| Fla74 Mx                                                  |      | Züchter: Vilmorin S.A. | j                         |
| Flacca                                                    |      | | g, h                      |
| Flaccescens                                               |      | | g, h                      |
| Flaccida                                                  |      | | g, h                      |
| Flagman                                                   |      | Züchter: Gavrish Sergej Fedorovich, Morev Viktor Vasilievich, Amcheslavskaya Elena Valentinovna, Degovtsova Tatiyana Vladimirovna, Volok Olga Anatolievna | j, o                      |
| Flame                                                     |      | | j                         |
| Flamenco (oder: Flamenko)                                 |      | Züchter: Mashtakov Aleksej Alekseevich, Mashtakova Anna Harlampievna, Strel'Nikova Tamara Romanovna | c, d, j, o                |
| Flamingo                                                  |      | Züchter: Clause Semences Sa (Fr) | c, d, j, o                |
| Flamme (oder: Flame. Flammé)                              |      | | c, d, e, g, h, n          |
| Flandria                                                  |      | | j                         |
| Flaneur                                                   |      | | j                         |
| Flano                                                     |      | | j                         |
| Flaschen-Strauchtomate                                    |      | | e                         |
| Flash                                                     |      | Züchter: Asgrow Seed Co., | j, o                      |
| Flat Head Monster                                         |      | | c, d                      |
| Flavance                                                  |      | Züchter: De Ruiter Seeds B.V. | j                         |
| Flavance F1                                               |      | | c, d                      |
| Flaveola                                                  |      | | g, h                      |
| Flavescens                                                |      | | g, h                      |
| Flavia                                                    |      | Züchter: Hybrids Ellas Abee | j                         |
| Flavida                                                   |      | | g, h                      |
| Flavore                                                   |      | | j                         |
| Flavorino                                                 |      | | j                         |
| Flavorino F1                                              |      | | c, f                      |
| Flavoriti                                                 |      | Züchter: Hm Clause Sa (Fr) | j, o                      |
| Flavour Steak                                             |      | | c, d                      |
| Flavr-Savr (oder: Anti-Matsch-Tomate)                     |      | Gentechnisch veränderte Tomate. Züchter: Calgene (heute Monsanto) | [ 1 ] [ 2 ] [ 3 ]         |
| Flazhok                                                   |      | Züchter: Domanskaya Majya Konstantinovna, Gubko Valentina Nikolaevna, Orlova Elena Arnoldovna, Salmina Irina Semenovna, Chernovolova Olga Alekseevna, Dmitrienko Alvina Eduardovna                                                                                                  | j                         |
| Flecha                                                    |      | | j                         |
| Fleisch                                                   |      | | c                         |
| Fleischmaster                                             |      | | j                         |
| Fleischtomate Kasachstan                                  |      | | f                         |
| Fleischtomate Aus Neapel                                  |      | | g, h                      |
| Fleischtomate Himbeerfarbig                               |      | | d                         |
| Fleischwunder                                             |      | | c                         |
| Flejta                                                    |      | Züchter: Borisov Aleksandr Vladimirovich, Nalizhityj Vladimir Maksimovich, Skachko Vladislav Aleksandrovich, Zhemchugov Dmitrij Vyacheslavovich | j                         |
| Fleksi                                                    |      | | j                         |
| Fleksion                                                  |      | Züchter: Monsanto Holland Bv, Westeinde 161, 1601 Bm Enkhuizen, The Netherlands | j, o                      |
| Fleming                                                   |      | | j                         |
| Flender                                                   |      | | j                         |
| Fleshy                                                    |      | Züchter: Peotec Seeds Srl | j                         |
| Fletcher                                                  |      | | j                         |
| Fleurette                                                 |      | Züchter: Gautier Semences S.A.S. | j, o                      |
| Flexa                                                     |      | | g, h                      |
| Flexifolia                                                |      | | g, h                      |
| Flexxa                                                    |      | | j                         |
| Flexxion                                                  |      | | j, o                      |
| Flexxion F1                                               |      | | j                         |
| Flin Flon                                                 |      | | c, d                      |
| Fline                                                     |      | Züchter: Institut National De La Recherche Agronomique (Fr) | c, j                      |
| Flirt                                                     |      | Züchter: Gavrish Sergej Fedorovich, Morev Viktor Vasilievich, Amcheslavskaya Elena Valentinovna, Volok Olga Anatolievna | j                         |
| Flirty                                                    |      | Züchter: Yuksel Seeds Ltd. | j                         |
| Flix                                                      |      | Züchter: Agricola Vila Cb | j, o                      |
| Floga                                                     |      | Züchter: Eden Seeds | j                         |
| Flonda                                                    |      | | c                         |
| Flor De La Vega                                           |      | Züchter: Tomatech R&D Israel L.T.D. | j, o                      |
| Flor De Laurita                                           |      | Züchter: Tomatech R&D Israel L.T.D. | c, j, o                   |
| Flor De Unica                                             |      | Züchter: Tomatech R&D Israel L.T.D. | j, o                      |
| Flora                                                     |      | Züchter: Tezier | g, h, j                   |
| Florabred                                                 |      | | j                         |
| Floradade                                                 |      | | c, d, j                   |
| Floradel                                                  |      | | j                         |
| Floragold                                                 |      | | h                         |
| Floragold Basket                                          |      | | c, d, e, g                |
| Floramerica                                               |      | | j                         |
| Florantino                                                |      | Züchter: "Rijk Zwaan Zaadteelt & Zaadhandel, B.V. | j, o                      |
| Florence                                                  |      | Züchter: Rijk Zwaan Zaadteelt En Zaadhandel B.V. | c, j                      |
| Florencio                                                 |      | Züchter: Gautier Semences S.A.S. | j                         |
| Florenta                                                  |      | | j                         |
| Florenzia                                                 |      | Züchter: Clause - Tezier (Fr) | j                         |
| Flores                                                    |      | Züchter: Capital Genetic Ebt, S.L. | j                         |
| Floriant                                                  |      | | j                         |
| Florida 47                                                |      | Züchter: Wayne Fowler | j                         |
| Florida 47 R                                              |      | | j, o                      |
| Florida 7060                                              |      | Züchter: Florida Agricultural Experiment Station | j, o                      |
| Florida 7171                                              |      | Züchter: Florida Agricultural Experiment Station | j, o                      |
| Florida 91                                                |      | | j                         |
| Florida 91 F1                                             |      | | c, d                      |
| Florida Basket                                            |      | | d, f, g, h                |
| Florida Mh 1                                              |      | | g, h, j                   |
| Florida Petite                                            |      | Züchter: Pan American Seed Co | c, j, o                   |
| Florida Pink                                              |      | | c, d                      |
| Floridity                                                 |      | | j, o                      |
| Florina                                                   |      | Züchter: Seedcross Inc. | j, o                      |
| Florina 44                                                |      | Züchter: Vinatoru Costel | j                         |
| Florino                                                   |      | | j                         |
| Floris                                                    |      | Züchter: House Of Inventions B.V. | j                         |
| Florisant                                                 |      | | g, h                      |
| Floriset                                                  |      | Züchter: Royal Sluis | j                         |
| Floriset F1                                               |      | | g, h                      |
| Floritalia                                                |      | | j                         |
| Florryno                                                  |      | | j                         |
| Flortyl                                                   |      | Züchter: Western Seed España S.A. | j, o                      |
| Flory                                                     |      | Züchter: Western Seed España, S.A. | j                         |
| Floyd                                                     |      | Züchter: Enza Zaden Beheer B.V. | j                         |
| Fmx 1031                                                  |      | | j                         |
| Fmx 1078 N                                                |      | | j                         |
| Fmx 270                                                   |      | | j                         |
| Fmx 785                                                   |      | | j                         |
| Fobos                                                     |      | Züchter: Produkcja I Hodowla Roslin Ogrodniczych Krzeszowice Sp. Z O.O. | j                         |
| Foce                                                      |      | | j                         |
| Föckinghauser Ei                                          |      | | c                         |
| Focus                                                     |      | Züchter: Dutch American Plantbreeders Corp. | j                         |
| Fogra                                                     |      | | j                         |
| Fokker                                                    |      | Züchter: Nunhems B.V. | j, o                      |
| Fokstrot                                                  |      | Züchter: Gavrish Sergej Fedorovich, Morev Viktor Vasilievich, Amcheslavskaya Elena Valentinovna, Volok Olga Anatolievna, Gladkov Dmitrij Sergeevich, Vasilieva Margarita Yurievna, Semenova Anna Nikolaevna, Redichkina Tatiyana Aleksandrovna                                      | j                         |
| Folio                                                     |      | | j                         |
| Folletto                                                  |      | Züchter: Olter Srl | j                         |
| Follia                                                    |      | | j                         |
| Fomou                                                     |      | | c, d                      |
| Fonarik                                                   |      | Züchter: Agapov Aleksandr Stepanovich, Hrenova Vera Vasilievna, Kondratieva Irina Yurievna | c, j, m, n                |
| Fontana                                                   |      | Züchter: Enza Zaden (Nl) | g, h, j, o                |
| Fontana F1                                                |      | | c                         |
| Fontana I                                                 |      | | j                         |
| Fontanka                                                  |      | | c                         |
| Fontwell Cross                                            |      | | j, o                      |
| Fonzix                                                    |      | Züchter: Syngenta Seeds B.V. | j                         |
| Food Pantry Grape                                         |      | | c, d                      |
| Foose                                                     |      | Züchter: Rob Schaaremen | j, o                      |
| For Exhibition                                            |      | | c, d                      |
| Fora 922                                                  |      | | j                         |
| Forcado                                                   |      | | j, o                      |
| Force                                                     |      | | j                         |
| Force One                                                 |      | | j                         |
| Fordenty                                                  |      | | j                         |
| Fordhook First                                            |      | | e, g, h                   |
| Foremost E 21                                             |      | | g, h                      |
| Forenza                                                   |      | Züchter: Frits Herlaar | j, o                      |
| Forest Fire                                               |      | | c, d                      |
| Forester                                                  |      | | j                         |
| Foresto                                                   |      | | j                         |
| Forever                                                   |      | | j                         |
| Fork                                                      |      | | j                         |
| Forlano                                                   |      | | j                         |
| Forlette                                                  |      | Züchter: Hebrew Uni/Hazera | j, o                      |
| Form                                                      |      | | j                         |
| Formato                                                   |      | | j                         |
| Forme De Coeur                                            |      | | c, d                      |
| Formido                                                   |      | | j                         |
| Formula                                                   |      | Züchter: Golden West Seed Co. Inc. | j                         |
| Formula 1                                                 |      | Züchter: Golden West Seed Research Co. | j                         |
| Fornax                                                    |      | Züchter: Neuman Seed International (Us) | j                         |
| Foronti                                                   |      | Züchter: Monsanto Holland B.V. | j, o                      |
| Forsazh                                                   |      | Züchter: Ignatova Svetlana Ilyinichna, Ten'Kova Nailya Faridovna | j                         |
| Forset                                                    |      | | j                         |
| Forshmak                                                  |      | Züchter: Gavrish Sergej Fedorovich, Kapustina Raisa Nikolaevna, Gladkov Dmitrij Sergeevich, Volkov Aleksandr Aleksandrovich, Semenova Anna Nikolaevna, Artemieva Galina Mihajlovna, Filimonova Yuliya Alekseevna                                                                    | c, d, j                   |
| Fort Vancouver Yellow Pear                                |      | | c                         |
| Fortaleza                                                 |      | | j                         |
| Fortamino                                                 |      | Züchter: Enza Zaden Beheer B.V. | j, o                      |
| Fortan                                                    |      | Züchter: Tezier Sa (Fr) | j                         |
| Fortana                                                   |      | Züchter: Tera Seeds Srl Cons. | j                         |
| Fortara                                                   |      | Züchter: Royal Sluis | j                         |
| Forte Akko                                                |      | Züchter: Alekseev Yurij Borisovich | j                         |
| Forte Mal'Teze                                            |      | Züchter: Alekseev Yurij Borisovich | j                         |
| Forte Mare                                                |      | Züchter: Alekseev Yurij Borisovich | j                         |
| Forte Oranzh                                              |      | Züchter: Alekseev Yurij Borisovich | j                         |
| Forte Roze                                                |      | Züchter: Alekseev Yurij Borisovich | j                         |
| Forteza (oder: Fortesa)                                   |      | | j                         |
| Fortezza                                                  |      | Züchter: Seminis Veget.Seeds Inc | j, o                      |
| Forticia                                                  |      | Züchter: Rijk Zwaan Zaadteelt En Zaadhandel B.V. | j, o                      |
| Fortimar                                                  |      | | j, o                      |
| Fortissimo                                                |      | Züchter: De Ruiter Seeds | j                         |
| Fortix                                                    |      | Züchter: Bontems Silvian | j, o                      |
| Forto                                                     |      | Züchter: Veltkamp Erik | j                         |
| Fortoma                                                   |      | | j, o                      |
| Fortos F                                                  |      | | j, o                      |
| Fortos Vf                                                 |      | | j, o                      |
| Fortress                                                  |      | | j, o                      |
| Fortuna                                                   |      | Züchter: Gavrish Sergej Fedorovich, Morev Viktor Vasilievich, Amcheslavskaya Elena Valentinovna, Volok Olga Anatolievna, Korol Valentin Grigorievich | j, o                      |
| Fortunato                                                 |      | Züchter: Nunhems B.V. | j, o                      |
| Fortune                                                   |      | Züchter: H.S.Heinz Company | g, h, j, o                |
| Fortune Du Laos                                           |      | | c, d                      |
| Fortune Maker                                             |      | | j                         |
| Fortunion                                                 |      | Züchter: Syngenta Seeds B.V. | j                         |
| Forty                                                     |      | Züchter: Syngenta Seeds B.V. | j                         |
| Forum                                                     |      | | j                         |
| Forvard                                                   |      | Züchter: Avdeev Yurij Ivanovich, Kigashpaeva Olga Petrovna, Ivanova Lyudmila Mihajlovna, Avdeev Andrej Yurievich | j                         |
| Forza                                                     |      | | j                         |
| Forzapro                                                  |      | Züchter: Vilmorin S.A. | j, o                      |
| Forzuto                                                   |      | Züchter: Syngenta Crop Protection Ag | j                         |
| Foster                                                    |      | Züchter: Isi Sementi Spa | j                         |
| Foti                                                      |      | | g, h                      |
| Foton                                                     |      | Züchter: Gavrish Sergej Fedorovich, Morev Viktor Vasilievich, Amcheslavskaya Elena Valentinovna, Degovtsova Tatiyana Vladimirovna, Volok Olga Anatolievna, Artemieva Galina Mihajlovna, Redichkina Tatiyana Aleksandrovna                                                           | j                         |
| Foundation                                                |      | | j, o                      |
| Fournaise                                                 |      | Züchter: Vilmorin Sa (Fr) | c, d, j                   |
| Fourstar                                                  |      | Züchter: De Ruiter Zonen (Nl) | a, c, j                   |
| Fourth Of July                                            |      | | c, d                      |
| Fox                                                       |      | | j                         |
| Fox Cherry                                                |      | | c, d, f                   |
| Foxy                                                      |      | | j                         |
| Fracta                                                    |      | | g, h                      |
| Fragilis                                                  |      | | g, h                      |
| Fragolito                                                 |      | | j                         |
| Fragosa                                                   |      | | g, h                      |
| Fraile                                                    |      | | j                         |
| Framboo                                                   |      | Züchter: Hazera Genetics | j, o                      |
| Frambuesa                                                 |      | Züchter: Semillas Fito, S.A. | j, o                      |
| Francesca                                                 |      | Züchter: Hazera Genetics Ltd. \Yissum, Research Development Company Of The Hebrew University Of Jerusalem | j                         |
| Franchi Giant Pear                                        |      | | c, d                      |
| Francisco                                                 |      | | j                         |
| Franco                                                    |      | | j                         |
| Francoise (oder: Françoise)                               |      | Züchter: Hazera Genetics Ltd (Il)/Yissum Research Dev Of The Hebrew University Of Jerusalem (Il) | j                         |
| Francy                                                    |      | | j                         |
| Frank Williams                                            |      | | d                         |
| Frank's Large Red                                         |      | | c, d                      |
| Franka                                                    |      | | j                         |
| Frankenstolz                                              |      | | n                         |
| Frankie                                                   |      | Züchter: Syngenta Seeds B.V. | j, o                      |
| Franko                                                    |      | Züchter: Monsanto Holland Bv, Westeinde 161, 1601 Bm Enkhuizen, The Netherlands | j, o                      |
| Frankstein Black                                          |      | | c, d                      |
| Frant                                                     |      | Züchter: Ignatova Svetlana Ilyinichna, Gorshkova Nina Sergeevna | j                         |
| Frantic                                                   |      | Züchter: Esasem Spa | j                         |
| Frantsuzskij Zavtrak (oder: Frantsuzskiy Zavtrak)         |      | Züchter: Myazina Lyubov' Anatolievna, Kudryavtseva Elizaveta Romanovna | c, d, j                   |
| Franzi                                                    |      | | c, j                      |
| Franziskas Runde                                          |      | | n                         |
| Französische Cherry                                       |      | | f                         |
| Frapanto                                                  |      | | j                         |
| Frappato                                                  |      | Züchter: Nirit Seeds Ltd | j                         |
| Fraser                                                    |      | | j                         |
| Frassino                                                  |      | | j, o                      |
| Frau Kraus Rosa                                           |      | | n                         |
| Frau Metzger                                              |      | | c, d                      |
| Frau Metzger Gelb                                         |      | | n                         |
| Frazier's Gem (oder: Frazier Gem)                         |      | | c, d, e                   |
| Frecciarossa                                              |      | Züchter: Rijk Zwaan Zaadteelt En Zaadhandel Bv (Nl) | j                         |
| Freckled Child                                            |      | | c, d, e, g, h             |
| Fred                                                      |      | Züchter: Harris Moran Seed Company (Usa) (Us) | j, o                      |
| Fred Limbaugh Potato Top                                  |      | | c, g, h                   |
| Fred's Tie Dye                                            |      | | c, d                      |
| Freda                                                     |      | Züchter: Cuartero-Costa-Nuez | j, o                      |
| Frederik                                                  |      | | j                         |
| Fredi                                                     |      | | c, n                      |
| Fregat                                                    |      | Züchter: Myazina Lyubov' Anatolievna | j                         |
| Frehel                                                    |      | Züchter: Syngenta Seeds Bv (Nl) | j                         |
| Freiland Früheste                                         |      | | g, h                      |
| Freja                                                     |      | | j                         |
| Frembgens Rheinlands Ruhm (oder: Fremdgens Freiland Ruhm) |      | Züchter: Enza Zaden Deutschland GmbH & Co KG | c, d, g, h, j, n          |
| French Cross                                              |      | | j, o                      |
| French Farmer's Market                                    |      | | c, d                      |
| Frenki                                                    |      | | c, d                      |
| Fresa                                                     |      | | c, d                      |
| Fresco                                                    |      | | j                         |
| Fresh Pak                                                 |      | | g, h, j                   |
| Fresneda                                                  |      | Züchter: Seminis Veget.Seeds Inc | j, o                      |
| Freude                                                    |      | Herkunft: Deutschland. Züchter: Ernst Benary Samenzucht GmbH | g, h, j                   |
| Freundschaft                                              |      | | c                         |
| Freya                                                     |      | | j                         |
| Frida                                                     |      | Züchter: Gavrish Sergej Fedorovich, Morev Viktor Vasilievich, Amcheslavskaya Elena Valentinovna, Degovtsova Tatiyana Vladimirovna, Volok Olga Anatolievna, Artemieva Galina Mihajlovna, Redichkina Tatiyana Aleksandrovna                                                           | j                         |
| Friedas Fleischtomate                                     |      | | n                         |
| Friesje                                                   |      | Herkunft: Ostfriesland. Fruchtgewicht: 10–50 g | c                         |
| Frietachi                                                 |      | | c, d                      |
| Frigate                                                   |      | Züchter: Glasshouse Crops Research | j, o                      |
| Frigg                                                     |      | | j                         |
| Frigio                                                    |      | | j, o                      |
| Frigo                                                     |      | | j                         |
| Fringe                                                    |      | | j                         |
| Frisby                                                    |      | | j                         |
| Frisco                                                    |      | Züchter: Ferry Morse Seed Co.(Usa) (Us) | j                         |
| Frisco Cherry                                             |      | | c, d                      |
| Frisco Fog                                                |      | | c, e, g, h, m             |
| Fristajl                                                  |      | Züchter: Ignatova Svetlana Ilyinichna, Gorshkova Nina Sergeevna, Tereshonkova Tatiyana Arkadievna | j                         |
| Fritsche Family                                           |      | | c, d                      |
| Fritz Ackerman                                            |      | | c, d, e, g, h             |
| Fritz Ackerman Red Heart                                  |      | | c, d                      |
| Frodo                                                     |      | Züchter: Plantico Hodowla I Nasiennictwo Ogrodnicze Zielonki Sp. Z O.O. | j                         |
| Frondea                                                   |      | | g, h                      |
| Frondito                                                  |      | | j                         |
| Frontak                                                   |      | | j                         |
| Frontenac                                                 |      | | c, d                      |
| Frontera                                                  |      | Züchter: Western Seed España, S.A. | j                         |
| Frontero                                                  |      | Züchter: De Ruiter Seeds | j, o                      |
| Frontier                                                  |      | | j                         |
| Froschkönigs Goldkugel                                    |      | | c, d, e                   |
| Frosty F. House                                           |      | | c, d                      |
| Fruchta                                                   |      | Züchter: Kultursaat e.V. für Züchtungsforschung und Kulturpflanzenerhaltung auf biologisch-dynamischer Grundlage | j                         |
| Fruchtaroma (oder: Fructu Aromato)                        |      | | c, g, h                   |
| Früchtchen                                                |      | | n                         |
| Fruchtscholle                                             |      | | c                         |
| Frühe 83                                                  |      | | c                         |
| Frühe Liebe                                               |      | | c, d, e, h                |
| Früher Prinz Borghese                                     |      | | g, h                      |
| Frührot                                                   |      | | c, f, g, h                |
| Frühzauber                                                |      | Züchter: Enza Zaden Deutschland GmbH & Co KG | c, f, g, h, j, m          |
| Fruit Punch                                               |      | | d                         |
| Fruity Cherry                                             |      | | c, d                      |
| Fruity Frutto                                             |      | | c                         |
| Fruticosa Abbreviata                                      |      | | g, h                      |
| Fruticosa Hemiglobosa                                     |      | | g, h                      |
| Frutodulce                                                |      | Züchter: Peotec Seeds Srl | j                         |
| Fruty                                                     |      | | j                         |
| Fruty 260                                                 |      | Züchter: Vilmorin Sa (Fr) | j                         |
| Frylance                                                  |      | Züchter: Monsanto Vegetable Ip Management B.V. | j, o                      |
| Fspgalin                                                  |      | Züchter: Monsanto Vegetable Ip Management B.V. | j, o                      |
| Fspx 127081                                               |      | Züchter: Monsanto Vegetable Ip Management B.V. | j, o                      |
| Fspx 137218                                               |      | Züchter: Monsanto Vegetable Ip Management B.V. | j, o                      |
| Fspx 137228                                               |      | Züchter: Monsanto Vegetable Ip Management B.V. | j, o                      |
| Fspx 137355                                               |      | Züchter: Monsanto Vegetable Ip Management B.V. | j, o                      |
| Fsterix                                                   |      | | j                         |
| Ftm 5897                                                  |      | | j                         |
| Fucata                                                    |      | | g, h                      |
| Fucatifolia                                               |      | | g, h                      |
| Fucco d'Oro Cream                                         |      | | m                         |
| Fucco d'Oro Red                                           |      | | m                         |
| Füchslein                                                 |      | | c                         |
| Fue'Te                                                    |      | Züchter: Mashtakov Aleksej Alekseevich, Mashtakova Anna Harlampievna, Strel'Nikova Tamara Romanovna, Mashtakov Nikolaj Alekseevich | j                         |
| Fuego                                                     |      | Züchter: Asgrow Italia Vegetable Seeds Srl | j                         |
| Fuensanta                                                 |      | Züchter: Seminis Veget.Seeds Inc | j, o                      |
| Fuerte                                                    |      | Züchter: Isi Sementi Spa | j                         |
| Fuertes                                                   |      | Züchter: Isi Sementi Spa | j                         |
| Fuerza                                                    |      | | j                         |
| Fuga                                                      |      | Züchter: Przedsiebiorstwo Nasiennictwa Ogrodniczego I Szkolkarstwa Spolka Akcyjna W Upadlosci Likwidacyjnej | j, o                      |
| Fuji Pink                                                 |      | Züchter: Sakata Seed Corporation (Jp) | j                         |
| Fukuju 2                                                  |      | | c, d                      |
| Fulgens                                                   |      | | g, h                      |
| Fulgescens                                                |      | | g, h                      |
| Fulgor                                                    |      | | j                         |
| Full                                                      |      | | j                         |
| Full Flavored Paste                                       |      | | d                         |
| Full House                                                |      | Züchter: Nunhems B.V. | j                         |
| Fulmar                                                    |      | Züchter: Nvrs/Nsdo | j, o                      |
| Fulmine                                                   |      | Züchter: Olter Srl | j                         |
| Fulya                                                     |      | | j                         |
| Fundator                                                  |      | Züchter: Clause (Fr) | j, o                      |
| Funke                                                     |      | | c                         |
| Funny                                                     |      | | j                         |
| Funsu                                                     |      | | c, d                      |
| Funtastic                                                 |      | | c, d                      |
| Funtelle                                                  |      | Züchter: Syngenta Participations Ag | j                         |
| Funtik                                                    |      | Züchter: Gavrish Sergej Fedorovich, Morev Viktor Vasilievich, Amcheslavskaya Elena Valentinovna, Volok Olga Anatolievna | j                         |
| Furet                                                     |      | Züchter: Tezier Sa (Fr) | j                         |
| Furiak                                                    |      | | j                         |
| Furikoma                                                  |      | Züchter: Uemura Shoji, Ito Kimio, Yoshikawa Hiroaki, Monma Shinji, Kanno Tsuguo | j, o                      |
| Furino                                                    |      | | j                         |
| Furon                                                     |      | | j                         |
| Furora                                                    |      | | j                         |
| Furore                                                    |      | | j                         |
| Furry Red Boar                                            |      | | c, e, g, h                |
| Furry Yellow Hog                                          |      | | c, e, g, h                |
| Fury                                                      |      | | j, o                      |
| Fusabijin                                                 |      | Züchter: Okamoto Kiyoshi, Yanokuchi Yukio, Matsunaga Hiroshi, Murayama Satoshi, Maruyama Hideyuki | j, o                      |
| Fusataro                                                  |      | Züchter: Ishimura Eiji, Yamaguchi Shuichi, Ishikura Harutomo, Imai Hiroshi | j, o                      |
| Fusca                                                     |      | Züchter: Vilmorin Sa (Fr) | j                         |
| Fusiformis                                                |      | | g, h                      |
| Fusor                                                     |      | Züchter: Clause Semences Sa (Fr) | j                         |
| Füsun                                                     |      | | j                         |
| Futuno                                                    |      | Züchter: Rijk Zwaan Zaadteelt En Zaadhandel B.V. | j                         |
| Futura                                                    |      | | j                         |
| Futuria                                                   |      | Züchter: Vilmorin Sa (Fr) | j                         |
| Futurix                                                   |      | | j                         |
| Fuzer                                                     |      | | j                         |
| Fuzzer                                                    |      | | j, o                      |
| Fuzzy                                                     |      | | b, c, d, e, g, h          |
| Fuzzy Baby                                                |      | | c                         |
| Fuzzy Bomb                                                |      | | c, d                      |
| Fuzzy Cherokee                                            |      | | e                         |
| Fuzzy Peach                                               |      | | c, e, g, h                |
| Fuzzy Rose                                                |      | | c                         |
| Fuzzy Wuzzy                                               |      | | c, d, e, f, g, h, j, n, o |
| Fyper                                                     |      | Züchter: Semillas Fito, S.A. | j, o                      |